# Sergio Nápoles
Sergio Javier Nápoles Saucedo (sinh ngày 23 tháng 11 năm 1989) là một cầu thủ bóng đá người México thi đấu ở vị trí Tiền đạo chạy cánh cho Alebrijes de Oaxaca theo dạng cho mượn từ Guadalajara.

## Sự nghiệp câu lạc bộ

### Atlante F.C.
Anh có màn ra mắt chuyên nghiệp dưới thời huấn luyện viên Miguel Herrera cùng với Atlante F.C. tại Clausura 2011 khi vào sân trong hiệp hai trước America tại Sân vận động Azteca.

### Cruz Azul
Nápoles ký hợp đồng với Cruz Azul trước mùa giải Apertura 2013. Huấn luyện viên Luis Fernando Tena sử dụng anh ở vị trí hậu vệ trái trước khi để anh trở vệ vị trí tiền đạo chạy cánh trái.

### Câu lạc bộ Deportivo Guadalajara
Ngày 4 tháng 6 năm 2014 anh chính thức ký hợp đồng với C.D. Guadalajara.